# Condado de Rosillo
El condado de Rosillo es un título nobiliario español creado por el 
rey Alfonso XIII en favor de Miguel Rosillo y Ortiz de Cañabate, director de la Fundación Rosillo, mediante real decreto del 8 de enero de 1920 y despacho expedido el 21 de mayo del mismo año.

## Condes de Rosillo
|                           | Titular                               | Periodo                   |
| Creación por Alfonso XIII | Creación por Alfonso XIII             | Creación por Alfonso XIII |
| ------------------------- | ------------------------------------- | ------------------------- |
| I                         | Miguel Rosillo y Ortiz de Cañabate    | 1920-1950                 |
| II                        | Jan Ángel Rosillo y Herrero           | 1953-1980                 |
| III                       | Miguel Rosillo y Enríquez de la Orden | 1982-¿?                   |
| IV                        | Miguel Felipe Rosillo y Fairen        | 2005-hoy                  |

## Historia de los condes de Rosillo
- Miguel Rosillo y Ortiz de Cañabate (1878-Madrid, 28 de abril de 1950), I conde de Rosillo, caballero Gran Cruz de la Orden de Beneficencia, Medalla de Oro al Trabajo, gentilhombre de cámara del rey con ejercicio.[1][3]

Casó con María de la Concepción Herrero y Velázquez. El 23 de enero de 1953 le sucedió su hijo:
- Juan Ángel Rosillo y Herrero (m. 1980), II conde de Rosillo, mayordomo de semana del rey.[1]

Casó con Isabel Enríquez de la Orden y González-Olivares. El 9 de mayo de 1982, previa orden del 15 de enero del mismo año para que se expida la correspondiente carta de sucesión (BOE del 12 de febrero), le sucedió su hijo:
- Miguel Rosillo y Enríquez de la Orden, III conde de Rosillo.[2][4]

Casó con Cristina Fairen Sanz-Briz. El 16 de febrero de 2005, previa orden del 23 de diciembre de 2004 para que se expida la correspondiente carta de sucesión (BOE del 22 de enero siguiente), le sucedió su hijo:
- Miguel Felipe Rosillo y Fairen, IV conde de Rosillo.[4]